# سیلم (جورجیا)
سیلم (به انگلیسی: Salem) یک منطقهٔ مسکونی در ایالات متحده آمریکا است که در شهرستان اوپسون، جورجیا واقع شده‌است. سیلم ۲۱٫۶ کیلومتر مربع مساحت و ۳۳۹ نفر جمعیت دارد و ۱۵۶ متر بالاتر از سطح دریا واقع شده‌است.